# Lophodonta reducta
Lophodonta reducta är en fjärilsart som beskrevs av Mcdunnough 1932. Lophodonta reducta ingår i släktet Lophodonta och familjen tandspinnare. Inga underarter finns listade i Catalogue of Life.